# Larisa Joedina
Larisa Aleksejevna Joedina (Russisch: Лариса Алексеевна Юдина) (Elista, 22 oktober 1945 - aldaar, 8 juni 1998) was een dissidente Russische journaliste uit Kalmukkië die in 1998 werd vermoord.

## Loopbaan
Joedina werd geboren in de Kalmukkische hoofdstad Elista en studeerde journalistiek in Moskou. Na haar studie ging ze schrijven voor de verboden oppositiekrant Sovetskaja Kalmykija Segodnja (Sovjet-Kalmukkië Vandaag). Joedina was ook actief voor de liberale politieke partij Jabloko. In haar functie als journaliste schreef ze kritische stukken over Kirsan Iljoemzjinov, president van Kalmukkië, die ze beschuldigde van corruptie. Ze werd geregeld lastiggevallen door lokale autoriteiten.

## Moord
Op 8 juni 1998 werd het lichaam van Larisa Joedina in een vijver in de buurt van Elista gevonden, ze was om het leven gebracht door messteken en haar schedel was gebroken. De toenmalige president Boris Jeltsin eiste dat de zaak tot de bodem zou worden uitgezocht.
In november 1999 werden drie mannen voor de moord veroordeeld, twee van hen waren medewerkers van president Iljoemzjinov die de moord bekend hadden. Eventuele betrokkenheid van Iljoemzjinov kon niet worden bewezen. Leden van de Russische oppositie claimen dat de moord op Joedina een politieke moord was.